# Tiny Tim
Herbert Butros Khaury (Manhattan, 1932. április 12. –‎ Minneapolis, 1996. november 30.) vagy Herbert Buckingham Khaury, ismertebb nevén  Tiny Tim amerikai énekes és ukulelés volt. Legismertebb dalai a Tiptoe Through the Tulips" és a "Livin' in the Sunlight, Lovin' in the Moonlight" voltak, amelyek feldolgozások voltak. A dalokat falsetto hangon énekelte.

## Élete
1932. április 12.-én született Manhattanben. Anyja, Tillie, lengyel-zsidó származású munkás volt, aki Fehéroroszországból emigrált. Apja, Butros Khaury textilmunkás volt Bejrútból.
Már fiatal korában érdekelte a zene. Öt éves korában apja adott neki egy felhúzhatós gramofont, és Henry Burr "Beautiful Ohio" című lemezét. Hat éves korában elkezdett gitározni tanulni. Szabadideje nagy részét a New York-i Közkönyvtárban töltötte, ahol a fonográfiparról olvasott. Kottát olvasni is tanult, gyakran vitt haza fénymásolt lapokat. A George Washington High School tanulója volt.
Katolikus vallású volt.
11 éves korában tanult hegedülni, és gyakran játszott otthon a családjának. Később elkezdett mandolinozni és ukulelézni is. 1945-ben eltávolították a vakbelét. Felépülése közben a Bibliát olvasta és rádiót hallgatott. Miután felépült, ritkán hagyta el a szobáját. Csak azért mozdult ki, hogy iskolába járjon (ahol a "középszerű" jelzővel illették). A középiskolában többször is megbukott, így kilépett és elkezdett dolgozni.
Az ötvenes években a Metro-Goldwyn-Mayer New York-i irodájában volt hírvivő. Ekkor kezdte el érdekelni a szórakoztatóipar. Indult egy helyi tehetségkutató versenyen, ahol a You Are My Sunshine című dalt énekelte falsetto hangon. Több művésznéven is fellépett ekkoriban, pl.: Texarkana Tex, Judas K. Foxglove, Vernon Castle, Emmett Swink. Hogy kiemelkedjen a tömegből, vad ruhákat viselt, és miután látott egy posztert, amelyen Rudolph Valentinónak hosszú haja volt, megnövesztette a haját. Anyja ezt nem értette, és azt akarta, hogy a fia menjen el egy pszichológushoz, de az apja közbelépett.
1959-ben felvette a "Larry Love, the Singing Canary" művésznevet, ezen a néven játszott a Times Square-en. Itt fedezte fel egy menedzser, akivel szerződést kötött. Ezt követően Tim több amatőr koncertet tartott.

## Halála
1996. szeptember 28-ai koncertje előtt szívrohamot kapott, ezért kórházba került. Három hétig tartózkodott a kórházban.
1996. november 30-án egy gálaesten lépett fel. A "Tiptoe Through the Tulips" című dal közben újra szívrohamot kapott. Felesége megkérdezte, hogy jól érzi-e magát, Tim pedig azt válaszolta, hogy nem. Felesége elvitte őt az asztalukhoz, ahol összeesett. A mentősök a Hennepin County Medical Centerbe vitték, ahol megpróbálták újraéleszteni, sikertelenül. 11:20-kor halottnak nyilvánították. A minneapolisi Lakewood Cemetery-ben helyezték örök nyugalomra.

## Diszkográfia
- God Bless Tiny Tim (Reprise Records, 1968)
- Tiny Tim's 2nd Album (Reprise Records, 1968)
- For All My Little Friends (Reprise Records, 1969)
- Wonderful World Of Romance (Street Of Dreams, 1980)
- Chameleon (Street of Dreams, 1980)
- The Eternal Troubadour (Playback, 1986)
- Leave Me Satisfied (kiadatlan country album, NLT, 1989)
- Tiny Tim Rock (Regular Records, 1993)
- I Love Me (Yucca Tree Records, 1993)
- Songs of an Impotent Troubadour (Durtro, 1994)
- Tiny Tim's Christmas Album 1994 (Rounder Records, 1994)
- Prisoner of Love: A Tribute to Russ Columbo (Vinyl Retentive Productions, 1995)
- Girl (a Brave Combo-val) (Rounder Records, 1996)